# سایپا شاهین
سایپا شاهین (با نام پروژه‌ای اس‌پی۱۰۰) خودروی سواری ساخت گروه خودروسازی سایپا است. شاهین از پلت‌فرم مشترک با تویوتا بلتا و ولیکس سی۳۰ استفاده می‌کند.
در خودروی شاهین از موتور بهبودیافتهٔ M15 TC استفاده شده‌است که ساختار کلی آن مشابه موتور خودروهای تیبا، ساینا و کوییک است؛ ولی در این خودرو از توربوشارژر برای افزایش توان و گشتاور موتور بهره گرفته شده‌است. بناست که در آینده روی این خودرو موتور ME16 که نسخهٔ ایرانی موتور EC5 گروه پی‌اس‌ای است، به‌کار رود.
از امکانات رفاهی و آپشن‌های سایپا شاهین می‌توان به فرمان برقی، رینگ ۱۵ اینچ آلومینیومی، کی‌لس استارتر، دوربین عقب، مانیتور لمسی، سنسور دنده عقب، تهویه اتوماتیک، ورود بدون کلید PEPS، سانروف، ترمزهای ۴ چرخ دیسکی، سیستم پایش فشار باد تایر TPMS، نشانگر تعویض دنده، چراغ دی‌لایت و چراغ اتوماتیک و صندلی چرمی اشاره کرد.
سایپا که شاهین را با نام «رهام» در سال ۱۳۹۷ و در نمایشگاه خودروی شیراز رونمایی کرد؛ در اسفند ۱۳۹۸ نام آن را به «شاهین» تغییر داد و در ۱۸ خرداد ۱۳۹۹ پیش‌فروش آن را آغاز کرد. تولید انبوه شاهین در آذر ۱۳۹۹ آغاز و نهایتاً اولین سری آن در اسفند ۱۳۹۹ تحویل داده شد. با این وجود، خریداران مدل‌های اولیه اذعان داشتند که خودروی آنها دارای ایرادات قابل توجهی است. سایپا بعدها مدعی افزایش کیفیت شاهین نسبت به مدل‌های اولیه شد.

## تاریخچه

### پیش از عرضه

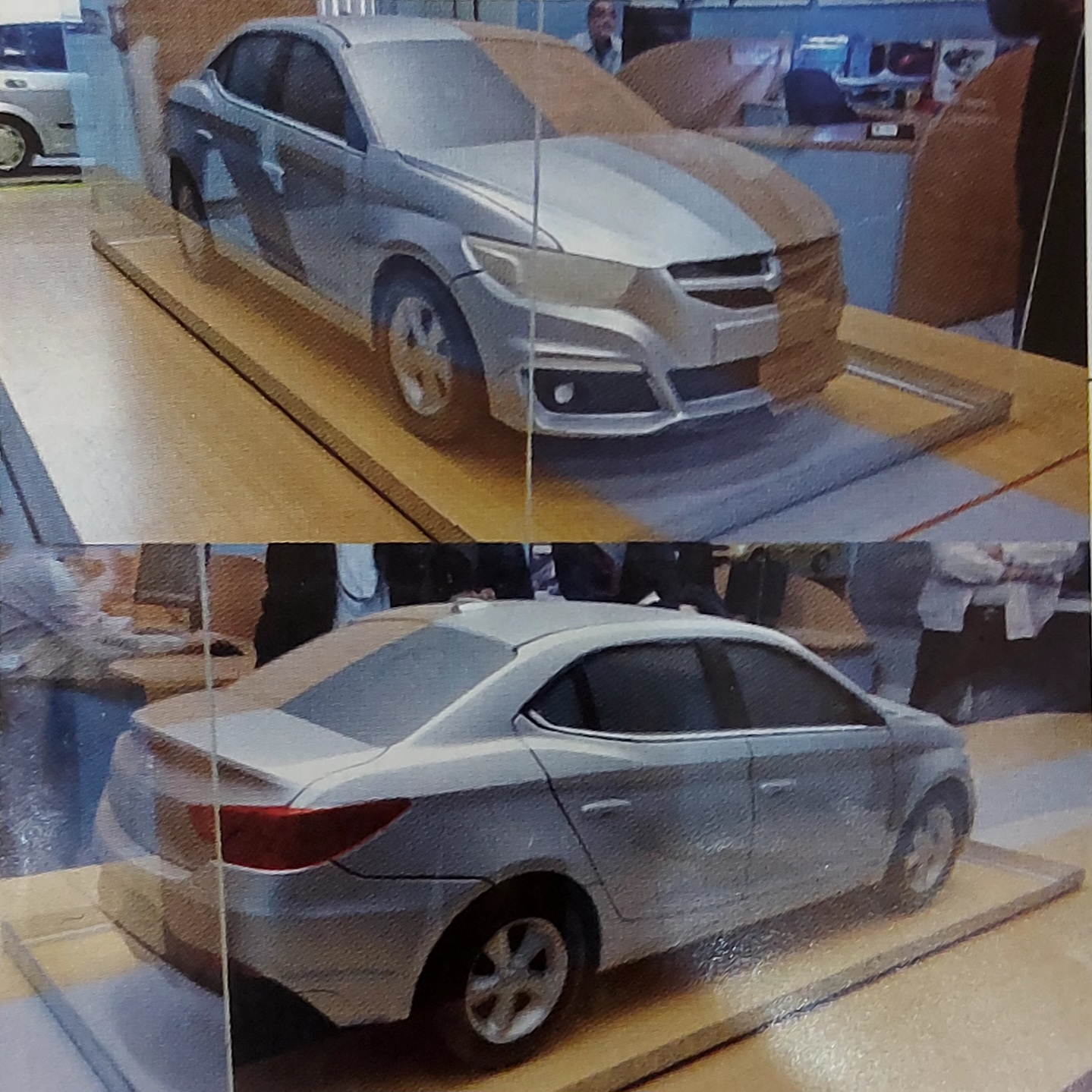
ماکت ۱:۴ پیش‌نمونهٔ سایپا اس‌پی۱۰۰

سایپا شاهین در فاز توسعه با کد «اس‌پی۱۰۰» شناخته می‌شد که برخی منابع خبری نام کلی آن را «ایکس۳۰۰» و به عنوان خودرویی ملی پس از مدل‌های ایکس۱۰۰ (خانوادهٔ پراید) و ایکس۲۰۰ (تیبا، ساینا و کوییک) می‌دانستند؛ که بر روی پلت‌فرمی با ابعاد بزرگتر از این مدل‌ها قرار دارد.
در سال ۱۳۹۳ و در مصاحبه‌های مدیران بلندمرتبهٔ سایپا رسماً از پروژه‌ای به نام اس‌پی۱۰۰ سخن به میان آمد و در همان بازهٔ زمانی بود که تصاویری از کانسپت و ماکت گِلی این خودرو (در مقیاس ۱:۴) در مرکز تحقیقات سایپا در فضای مجازی انتشار یافت. در آن زمان گفته شد که قرار است ۵ خودرو بر اساس پلت‌فرم آن ساخته شوند و همچنین وعده داده شد که محصول نهایی این پروژه در سال ۱۳۹۵ عرضه خواهد شد. در اواخر سال ۱۳۹۳ و در حاشیه دومین جشنواره طراحی خودرو سایپا (که در پردیس هنرهای زیبای دانشگاه تهران برگزار می‌شد) نیز ماکتی ۱:۱ (در مقیاس واقعی) از این خودرو در معرض دید بازدیدکنندگان قرار گرفت.
در زمستان ۱۳۹۶، پیش‌نمونه‌ای از این خودرو در کشور هند رؤیت شد و در آن زمان برخی گمانه‌زنی‌ها حاکی از همکاری رنو هند در پروسهٔ ساخت این خودرو بود. در پاسخ به بحث‌های مطرح‌شده و حواشی ایجادشده، همان زمان از سوی مسئولان سایپا به‌طور رسمی عنوان شد که این خودرو به‌منظور انجام تست‌های کالیبراسیون به کمپانی بوش هند فرستاده شده و مابقی تست‌های کالیبراسیون آن نیز در بوش آلمان انجام خواهد پذیرفت.

### شاهین (۱۳۹۹–اکنون)

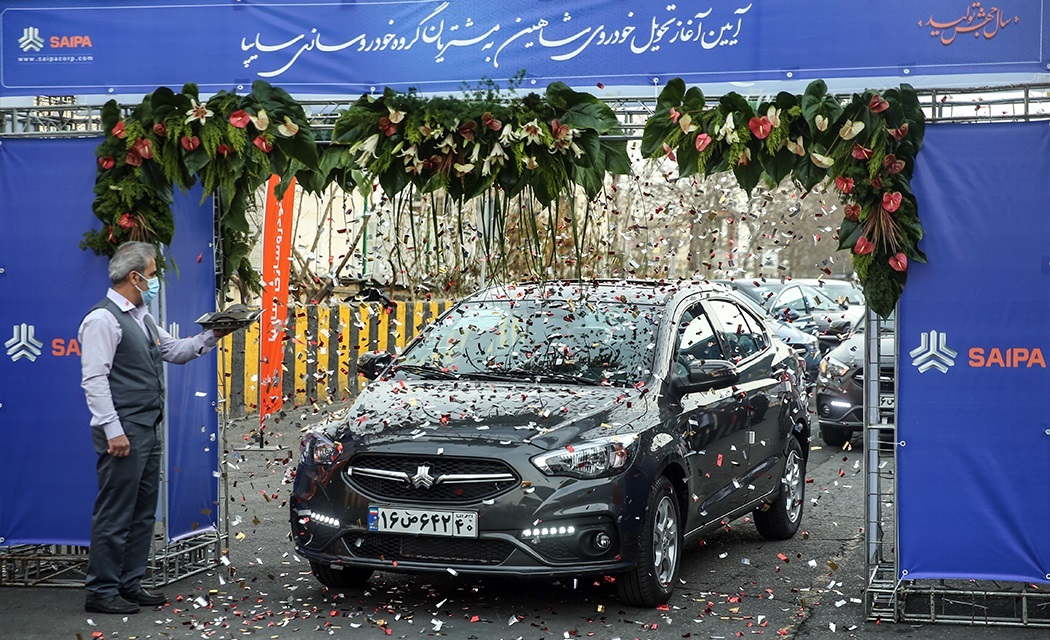
مراسم نمادین تحویل اوّلین سری شاهین به مشتریان

شاهین در تیر ۱۳۹۷ با نام «رهام» معرفی شد؛ اما در اسفند ۱۳۹۸ و به پیشنهاد غلامرضا کیامرزی، پژوهشگر محیط‌زیست به مدیرعامل سایپا، نام این خودرو به «شاهین» تغییر یافت. برخی منابع نام رهام را برگرفته از نام پسر مدیرعامل وقت سایپا قلمداد کردند.
نام شاهین می‌تواند ادای احترامی به نسل سوم رامبلر امریکن باشد که شرکت جیپ ایران (پارس خودروی فعلی که در حال حاضر زیرمجموعهٔ گروه خودروسازی سایپا است) در سال‌های ۱۳۴۶ تا ۱۳۵۱ آن را با نام‌های شاهین (برای مدل دو در) و آریا (برای مدل چهار در) مونتاژ می‌کرد.
پیش‌فروش شاهین در ۱۸ خرداد ۱۳۹۹ آغاز شد. تولید انبوه این خودرو نیز در ۱۵ آذر همان سال آغاز و اولین سری شاهین نهایتاً در ۲۶ اسفند ۱۳۹۹ تحویل خریداران شد. خریداران مدل‌های اولیه اذعان داشتند خودروی تحویلی به آنها دارای ایرادات قابل توجهی است. سایپا بعدها اعلام کرد که کیفیت شاهین را نسبت به مدل‌های ابتدایی ارتقا داده‌است.
شاهین در ابتدا قرار بود در دو تیپ S و G عرضه شود که تیپ S مدل ساده‌تر و تیپ G مدل گران‌تر و آپشنال بود؛ اما سیاست‌های سایپا در سال ۱۳۹۹ باعث شد تا تیپ S هیچگاه عرضه نشده و صرفاً به‌عنوان خودروی سازمانی برخی مدیران سایپا مورد استفاده قرار گیرد. البته بعدها و در سال ۱۴۰۲، تیپی از این خودرو با نام GL روانهٔ بازار شد که از لحاظ ویژگی‌های فنی و رفاهی فرق چندانی با تیپ G نداشته و تنها تفاوت آن با تیپ G در نبود سانروف است.
سایپا در اولین روز از سال ۱۴۰۲ شاهین را با گیربکس اتوماتیک سی‌وی‌تی معرفی کرد که قابلیت تیپ‌ترونیک ۷ سرعته را به صورت مجازی به همراه دارد. شرایط فروش شاهین سی‌وی‌تی در ۲۰ اردیبهشت ۱۴۰۲ اعلام شد و اولین سری آن در اوایل آبان‌ماه همان سال به‌دست مشتریان رسید.

### شاهین پلاس (از ۱۴۰۳)
سایپا در ۲۸ فروردین ۱۴۰۲ و در کنار کادیلا از مدل جدید شاهین با نام شاهین پلاس پرده برداشت. شاهین پلاس از پیشرانهٔ ۱٫۶ لیتری ME16 بهره برده و جعبه‌دندهٔ ۵ سرعتهٔ دستی ساخت مگاموتور یا ۶ سرعتهٔ خودکار ساخت DAE و لندای بر روی آن نصب می‌شود که تکنولوژی آن از شرکت آیسین ژاپن است. این خودرو از نظر امکانات رفاهی و ایمنی در جایگاه بالاتری نسبت به سایر تیپ‌های شاهین قرار دارد.

### شاهین جوانان (از ۱۴۰۵)
شاهین جوانان تیپی از سدان شاهین است که پس از کراس‌اوور آریا به بازار خواهد آمد. بر اساس اطلاعات جدید از برنامه‌های تولید گروه خودروسازی سایپا، این خودروساز برنامه دارد تا قوی‌ترین و فول‌ترین تیپ از سدان شاهین را با نام شاهین جوانان به بازار عرضه کند. قرار است برنامه‌های توسعه این محصول دقیقاً پس از اتمام پروژه آریا به‌صورت جدی دنبال شود و احتمالا زمان عرضهٔ این محصول در سال ۱۴۰۵ خواهد بود.

## طراحی
شاهین، اولین خودرو طراحی شده توسط سایپا است که از لحاظ ابعادی در سگمنت سی جای می‌گیرد. این خودرو از نظر کلاس فنی در برخی تعاریف، رقیب سدان‌های سگمنت بی پلاس، نظیر رانا پلاس نیز محسوب می‌گردد. با این وجود، از نظر ابعاد کابین، شاهین بزرگ‌تر از رانا پلاس است و فاصله محوری بیشتری را دارد. طراحی نمای خارجی این خودرو توسط حسین سلیمانی انجام شده‌است. ادعا شده که در طراحی این خودرو از پرندهٔ شاهین الگوبرداری شده‌است. با این حال، برخی منتقدان مدعی شباهت طراحی این خودرو با بیوک اکسل و کیا کادنزا شده‌اند.
پلت‌فرم شاهین بنابر ادعای سازنده داخلی‌سازی شده‌است؛ اما اساس اولیهٔ آن مشابه با تویوتا بلتا و گریت وال ولیکس سی۳۰ است. سعید ویسه، مسئول پروژهٔ اس‌پی۱۰۰ سایپا می‌گوید پلت‌فرم این خودرو، XP90 مورد استفاده در تویوتا یاریس ۲۰۰۵ است که شرکت سایپا در آن تغییراتی انجام داده‌است. در اواخر سال ۱۳۹۲، گروه سایپا قراردادی را با شرکت تی‌جِی‌آی چین به‌منظور همکاری در طراحی و توسعهٔ پلت‌فرم به امضا رسانده بود که این قرارداد، سرنخ‌های مهمی را از سرمنشأ این پلت‌فرم در اختیارمان قرار می‌دهد. پلت‌فرم استفاده‌شده در پروژهٔ اس‌پی۱۰۰، پلت‌فرمی است که تی‌جی‌آی حق امتیاز آن را از تویوتا خریداری کرده و در اختیار شرکای تجاری و مشتریان خود قرار می‌دهد.

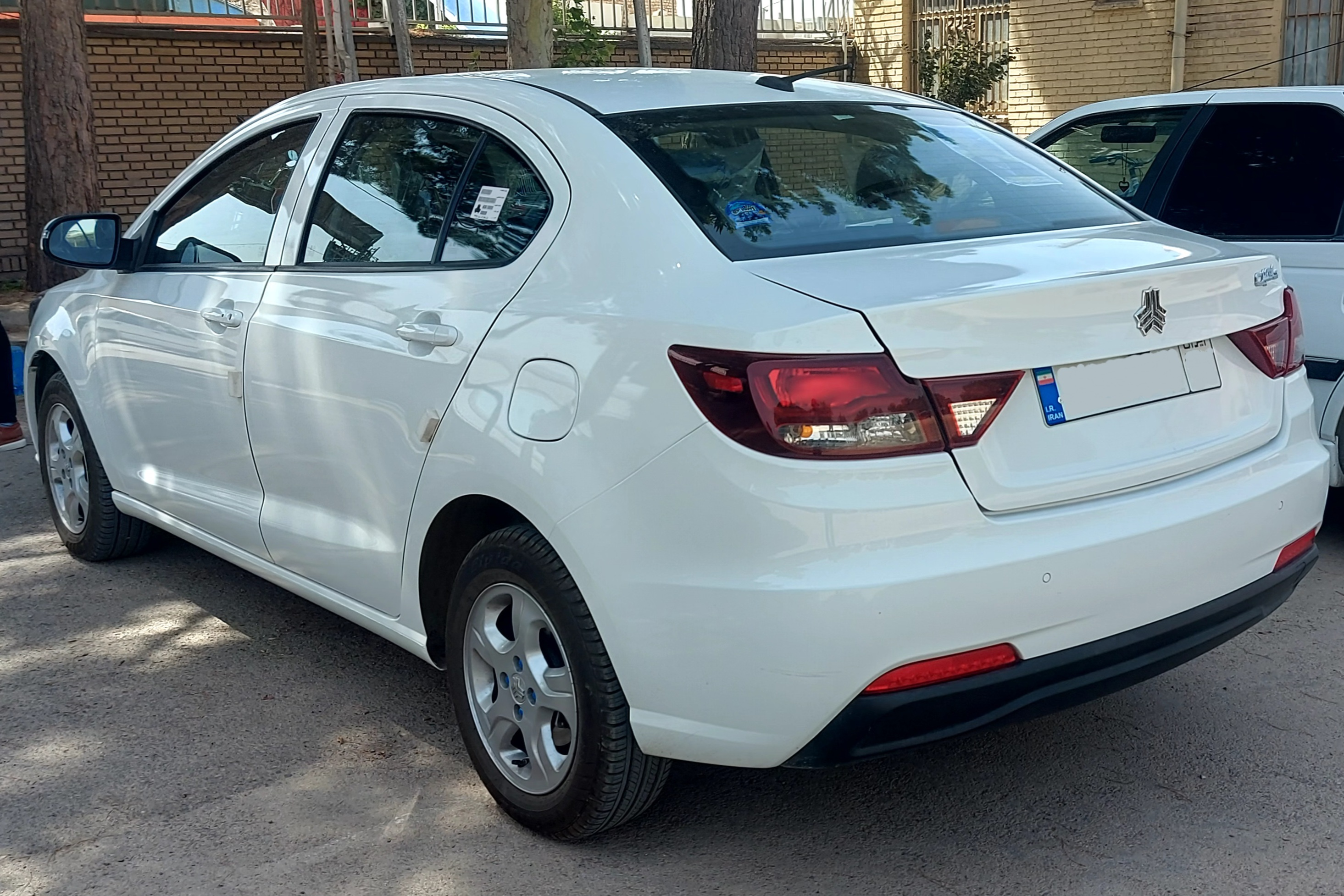
نمای عقب
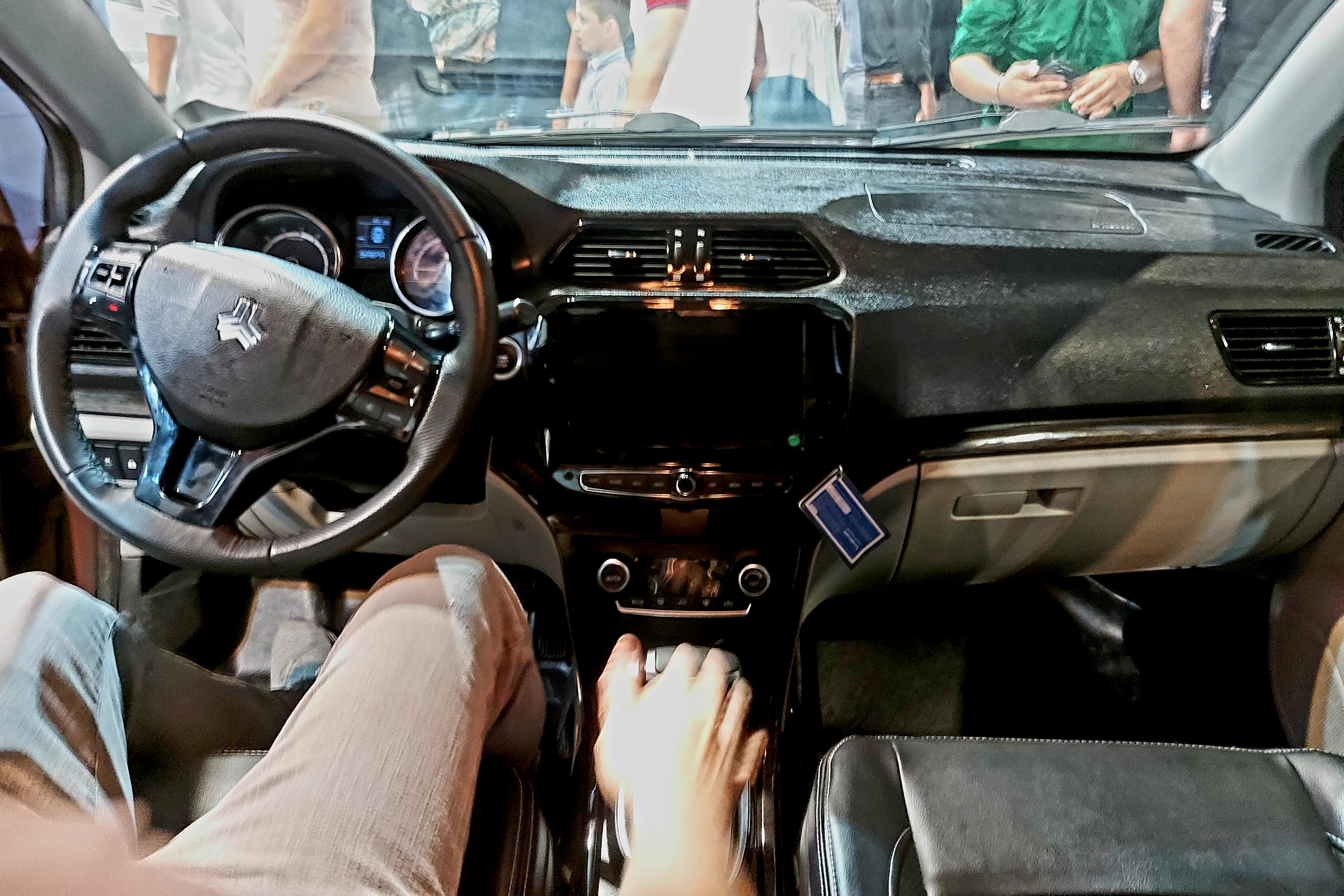
نمای داخلی

## ویژگی‌های فنی و امکانات

### پیشرانه

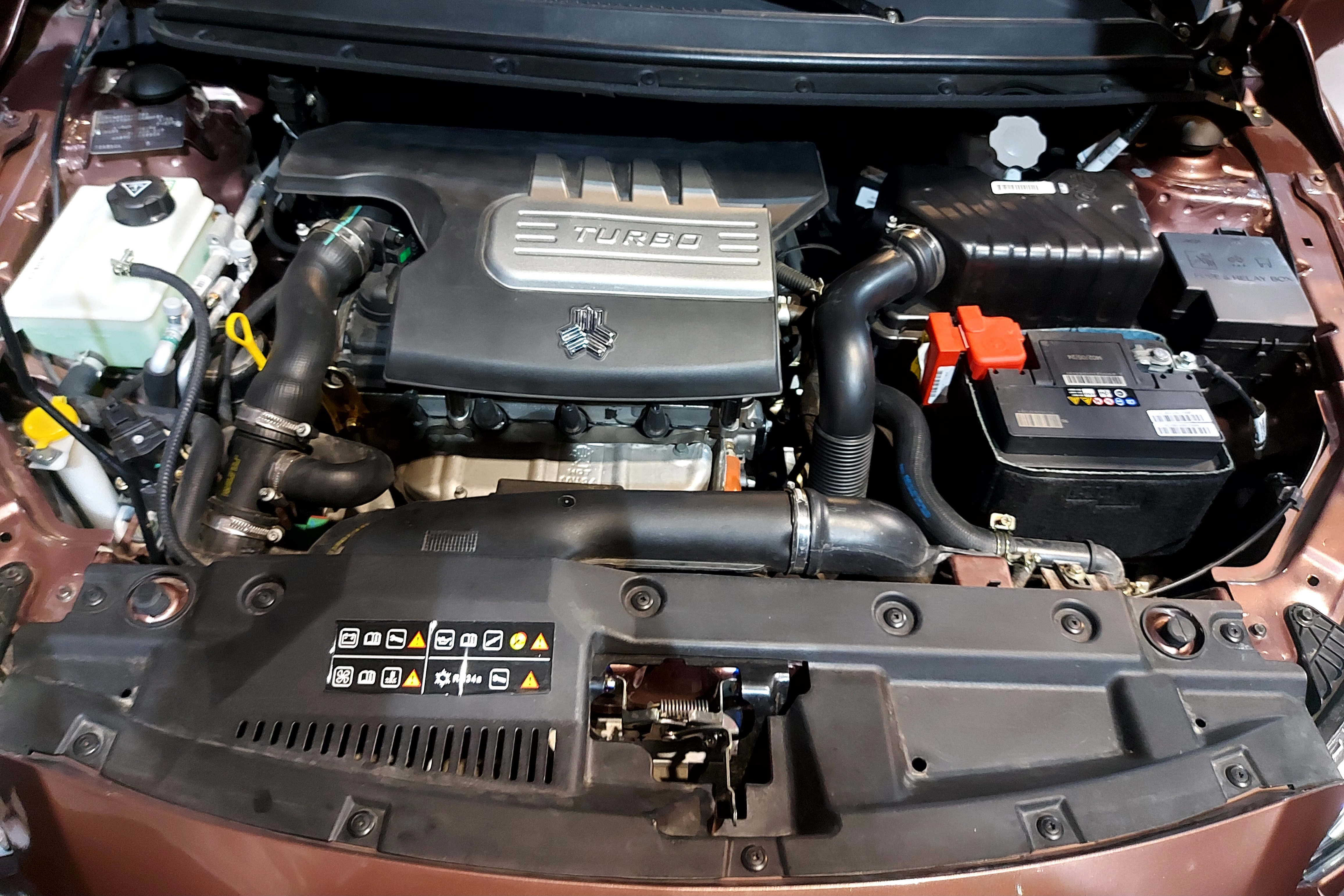
پیشرانهٔ ام۱۵ تی‌سی شاهین

سایپا شاهین با دو پیشرانهٔ ام۱۵ تی‌سی (۱٫۵ لیتر) و ام‌ئی۱۶ (۱٫۶ لیتر) قابل سفارش است.
شاهین نخست قرار بود از موتور ۱٫۶۵ لیتری برلیانس اچ۳۳۰ استفاده کند، اما به دلیل تحریم‌های ۱۳۹۷ و خروج برلیانس از ایران این موضوع منتفی شد. در پایان تصمیم گرفته‌شد که از نمونهٔ تقویت‌شده و دارای توربوشارژر پیشرانهٔ هشت سوپاپ خودروی تیبا در این خودرو استفاده شود. موتور توربوشارژر این خودرو تقریباً ۱۱۰ اسب بخار قدرت و ۱۷۸ نیوتن متر گشتاور تولید می‌کند.
به‌دلیل سیاست‌های خارجی ایران و تحریم‌های آمریکا، شرکت‌های ایرانی از توربوهای ساخت چین استفاده می‌کنند که دوام کمتری دارند. همچنین استفاده از فناوری‌های قدیمی منجر شده که راندمان این موتور، بسیار پایین باشد و نزدیک به ۵۰ اسب بخار قدرت کمتری نسبت به کمینهٔ استاندارد روز، تولید کند. توربوشارژر پیشرانهٔ سایپا شاهین، ساختهٔ کمپانی «فو یوان» چین است. این شرکت در زمینهٔ ساخت توربوشارژر با شرکت‌هایی چون کونتیننتال آگ، بوش، ماهله و کامینز مشارکت داشته و به‌عنوان یکی از قطعه‌سازان دارای امتیاز فناوری سری SH توربوشارژرها شناخته می‌شود.
همچنین سایپا پیشرانه‌ای با نام ME16 را طراحی کرده که اساساً برگرفته از پیشرانهٔ EC5 است. بناست که این پیشرانه در شاهین پلاس نصب شود. این موتور در شرایط مطلوب ۱۱۵ اسب بخار توان در ۵۸۰۰ دور در دقیقه و ۱۴۷ نیوتن-متر گشتاور در ۴۲۰۰ دور در دقیقه تولید می‌کند و همچنین از فناوری سامانه سوپاپ متغیر و استاندارد آلایندگی یورو ۵ بهره می‌برد.
زیر کاپوت شاهین جوانان پیشرانهٔ N20 سایپا قرار می‌گیرد. این پیشرانه توسط مگاموتور تولید می‌شود و در واقع طراحی و توسعهٔ میتسوبیشی را در سابقهٔ خود دارد. کمپانی چینی DAE سال‌ها این موتور را تولید کرده است و قرار است سایپا آریا هم با همین پیشرانه به تولید برسد. با این وجود، آریا در ابتدا به نمونهٔ MPI این پیشرانه مجهز می‌شود؛ ولی شاهین جوانان نمونهٔ GDI این پیشرانه را زیر کاپوت خود خواهد داشت.
| نام    | حجم موتور | نوع                         | قدرت                                                                       | گشتاور                                                 | حداکثر سرعت                            | شتاب ۰ تا ۱۰۰ | مصرف سوخت ترکیبی             | جعبه‌دنده                    |
| ------ | --------- | --------------------------- | -------------------------------------------------------------------------- | ------------------------------------------------------ | -------------------------------------- | ------------- | ---------------------------- | --------------------------- |
| M15 TC | ۱۴۹۷ سی‌سی | ۴ سیلندر ۸ سوپاپ توربوشارژر | ۱۰۹ اسب بخار (۸۱ کیلووات؛ ۱۱۱ اسب بخار متری) در ۵۴۰۰ دور در دقیقه          | ۱۷۸ نیوتن متر (۱۳۱ پوند نیرو-فوت) در ۲۵۰۰ دور در دقیقه | ۱۹۰ کیلومتر بر ساعت (۱۱۸ مایل بر ساعت) | ۱۳٫۴ ثانیه    | ۷٫۲–۷٫۵۲ لیتر بر ۱۰۰ کیلومتر | ۵ سرعتهٔ دستی سی‌وی‌تی         |
| ME16   | ۱۵۸۷ سی‌سی | ۴ سیلندر ۱۶ سوپاپ           | ۱۱۱ اسب بخار (۸۳ کیلووات؛ ۱۱۳ اسب بخار متری) اسب بخار در ۵۶۰۰ دور در دقیقه | ۱۵۰ نیوتن متر (۱۱۰ پوند نیرو-فوت) در ۴۸۰۰ دور در دقیقه | -                                      | -             | ۷٫۲ لیتر بر ۱۰۰ کیلومتر      | ۵ سرعتهٔ دستی ۶ سرعتهٔ خودکار |

### جعبه‌دنده
سایپا، شاهین، پرچمدار محصولات خود را در دو تیپ دستی و اتوماتیک عرضه می‌کند که علاوه بر گیربکس در تجهیزات رفاهی و ایمنی نیز تفاوت‌هایی با هم دارند.
سایپا شاهین در ابتدای عرضه با گیربکس ۵ دندهٔ دستی 5F18 به مشتریان ارائه شد. با این وجود، سایپا برنامه گیربکس اتوماتیک را برای شاهین دنبال می‌کرد تا اینکه در فروردین ۱۴۰۲ شاهین را با جعبه‌دنده متغیر پیوسته معرفی کرد که قابلیت تیپ‌ترونیک ۷ سرعته را به صورت مجازی به همراه دارد. روی شاهین پلاس با پیشرانه ۱٫۶ لیتری ME16، جعبه‌دنده خودکار ۶ سرعتهٔ ساخت کمپانی DAE و لندای نصب خواهد شد.

### امکانات رفاهی
خودروی شاهین در مدل دستی (تیپ G) دارای امکاناتی نظیر سانروف، تهویه مطبوع خودکار، نمایشگر لمسی ۷ اینچ با پشتیبانی از USB، سیستم کنترل فشار باد لاستیک، کنترل صدا از روی فرمان و سیستم ورود بدون کلید است.
امکانات ارائه شده به صورت استاندارد برای مدل اتوماتیک CVT، علاوه بر موارد موجود در مدل دستی، شامل موارد دیگری از جمله آنتن کوسه‌ای، تزئینات داخلی کروم، تریم دو رنگ، سامانهٔ بازدارندهٔ سرعت، کف‌پوش سه‌بعدی و نمایشگر لمسی ۱۰ اینچ با پشتیبانی از USB می‌باشد.
نسخهٔ پلاس شاهین داشبورد، رو دری‌ها و تریم داخلی متفاوتی خواهد داشت و به گفتهٔ سایپا با امکانات ایمنی و رفاهی جدید در جایگاهی بالاتر از تیپ‌های دیگر شاهین قرار می‌گیرد. از جمله امکانات نسخهٔ پلاس شاهین می‌توان به سانروف، تریم چرم مصنوعی برای صندلی‌ها، نمایشگر لمسی داشبورد، تهویه مطبوع اتوماتیک، استارت دکمه‌ای، دوربین و سنسور عقب، استارت دکمه‌ای، سنسورهای فشار باد تایرها و نور، سیستم کنترل پایداری و کنترل شروع حرکت در سربالایی و آیینه‌های تاشو برقی اشاره کرد. سایپا همچنین عنوان کرده که مدل فول شاهین پلاس دارای ایربگ‌های جانبی، کروز کنترل، مانیتور لمسی جدید، شیشه‌های دودی عقب و… هم خواهد بود.

## ایمنی
شاهین سایپا در بخش تکنولوژی‌های ایمنی ضمن بهره‌گیری از دو کیسهٔ هوا به سیستم‌های ترمز ضد قفل (ABS) و توزیع نیروی ترمز الکترونیکی (EBD) در کنار سیستم دستیار ترمز (BAS) مجهز شده‌است. همچنین اعلام شده که سایپا شاهین موفق به کسب استاندارد ECE R95 شده‌است. سایپا، شاهین را «ایمن‌ترین خودرو کشور» می‌داند.
تصاویری از تصادف شاهین با خودروهای دیگری که گاه بسیار گران‌تر از آن بودند (از جمله تویوتا کورولا که به‌لحاظ ابعادی تقریباً در کلاس مشترکی با شاهین قرار می‌گیرد) در فضای مجازی منتشر شده که با توجه به تصاویر و مقایسهٔ خسارات وارد بر دو خودرو، برخی این نتیجه‌گیری را داشته‌اند که این خودرو در میان محصولات ایرانی از ایمنی قابل قبولی برخوردار است.
| ویژگی‌های ایمنی           | ویژگی‌های ایمنی | ویژگی‌های ایمنی | ویژگی‌های ایمنی |
| نوع                      | شاهین          | شاهین          | شاهین          |
| نوع                      | GL             | G              | G-CVT          |
| ------------------------ | -------------- | -------------- | -------------- |
| بازار                    | ایران          | ایران          | ایران          |
| ABS + EBD + BAS          | ✔              | ✔              | ✔              |
| کنترل پایداری الکترونیکی | ✔              | ✔              | ✔              |
| کیسه‌های هوا              | ۲              | ۲              | ۲              |

## بازارهای صادراتی

### روسیه
سایپا شاهین در نمایشگاه اتوموبیلیتی ۲۰۲۲ مسکو به‌عنوان تنها محصول سایپا حضور یافت. یک شرکت در روسیه اعلام کرد که از ۱۱ خرداد ۱۴۰۲ فروش خودرو شاهین سایپا را در این کشور آغاز می‌کند. با این وجود، وعدهٔ این شرکت تحقق نیافت و این خودرو در موعد مقرر روانهٔ بازار روسیه نشد. در آن زمان، قیمت تخمینی شاهین برای بازار روسیه چیزی در حدود ۱ میلیون روبل اعلام شد. محمدعلی تیموری، مدیرعامل سایپا در تیر ۱۴۰۲ ادعا کرد که «در حال حاضر هر دستگاه خودروی شاهین ۱۱ هزار دلار درِ کارخانه به روسیه فروخته و در بازار روسیه ۱۹ هزار دلار عرضه می‌شود.».
در آذر ۱۴۰۲، شرکت بست موتورز، توزیع‌کنندهٔ  محصولات سایپا در بازار روسیه اعلام کرد که به‌دلیل «تغییر شرایط اقتصادی» از عرضهٔ محصولات سایپا به این بازار صرف‌نظر کرده است. مدتی بعد، سایپا اعلام کرد که به‌دلیل تعلل شرکت بست موتورز روسیه در اجرای مفاد و تعهدات قرارداد بین دو شرکت، همکاری سایپا با شرکت بست موتورز به حالت تعلیق درآمده روند حضور سایپا در بازار روسیه از طریق شرکت دیگری پیگیری می‌شود.
آندری تروبین، تحلیلگر خودرویی روس گفت پلت‌فرم بی تویوتا که شاهین بر روی آن ساخته شده «در روسیه بسیار شناخته شده‌است و رانندگان ما به‌طورکلی از آن راضی هستند.». با این حال، او این خودرو را دارای مشکلاتی در چیدمان قطعات و کیفیت ساخت دانست و از موتور توربوشارژر آن که قدرت بالایی را ارائه نمی‌کند انتقاد کرد.

### بلاروس
در اواخر تابستان ۱۴۰۲، سایپا اولین نمایندگی‌اش در بلاروس را افتتاح کرد. در این نمایندگی، شاهین در کنار ساینا اس و کوییک جای گرفته‌است. تمامی این محصولات از موتور ۱٫۵ لیتری بهره می‌برند و از لحاظ سطح امکانات رفاهی بالاتر از مدل‌های بازار ایران قرار دارند. سایپا وعده داده تا این خودروها را با قیمت مناسب روانهٔ بازار بلاروس کند.

## مشکلات
تا تاریخ ۲۰ آذر ۱۴۰۰، سایپا برای خودروی شاهین در حدود ۶۰ فراخوان صادر نموده‌است. محمدعلی تیموری، مدیرعامل سایپا ادعا کرد که با تعریف «۲۴۰ پروژه کیفی»، کیفیت شاهین تا حد قابل توجهی ارتقا یافته‌است. محمود صلبی، بازرس قضایی و بازرس کل امور صنعت، معدن و تجارت سازمان بازرسی کل کشور نیز اعلام کرد که سایپا توانسته کیفیت شاهین را «در حد نسبی» افزایش دهد.

### آتش‌سوزی
در طول سال ۱۴۰۰ و سال‌های بعد از آن، فیلم‌هایی از آتش‌سوزی شاهین در فضای مجازی منتشر شد. جبلی جوان، معاون کیفی سایپا در این باره اعلام کرد که «بررسی‌های اولیهٔ کارشناسان خبر از دخالت عامل بیرونی در این آتش‌سوزی می‌دهد؛ اما بدیهی است که برای روشن شدن ابعاد مختلف این حادثه باید تحقیقات کامل‌تری انجام شود.». با این حال، دلیل اصلی آتش‌سوزی هیچگاه از سوی سایپا اعلام نشد.

## تولید و فروش
مدل‌های اولیهٔ شاهین از لحاظ کیفیت اوضاع مطلوبی نداشتند و همین موضوع باعث شد که این خودرو در بازار به خوبی جا نیفتد و حتی در مقاطعی قیمت بازار آن ارزان‌تر از کارخانه باشد. با این حال، با بهبود کیفیت شاهین و همچنین وقوع بحران ارزی ۱۴۰۱ ایران، قیمت شاهین رشد قابل توجهی را در بازار آزاد تجربه کرد؛ به‌طوری که تا پایان سال ۱۴۰۱، قیمت بازار آن در مقایسه با ابتدای سال ۹۵ درصد افزایش یافت.
محمدعلی تیموری، مدیرعامل سایپا گفت که آنها موفق شده‌اند با تدوین برنامه‌های افزایش کیفیت، شاهین را از «مردگی» خارج کنند و این خودرو با عبور از «تحولی عمده» با استقبال بیشتری از سوی عموم مردم مواجه شده‌است.
| سال  | تولید  | فروش   |
| ---- | ------ | ------ |
| ۱۳۹۹ | ۱٬۷۲۸  | ۴۶۲    |
| ۱۴۰۰ | ۲۰٬۸۶۶ | ۲۱٬۹۵۰ |
| ۱۴۰۱ | ۳۴٬۴۶۷ | ۳۴٬۱۲۲ |
| ۱۴۰۲ | ۵۰٬۸۱۹ | ۵۰٬۶۹۹ |

## انواع بدنه

### کراس‌اوور
سایپا آریا نسخهٔ کراس‌اوور شاهین است؛ با تفاوت‌هایی در ظاهر از جمله حذف جعبهٔ سوم و افزایش ارتفاع. آریا از یک موتور چهارسیلندر خطی با حجم ۲٫۰ لیتر و مجهز به فناوری تزریق مستقیم بنزین (GDI) با کد N20 بهره خواهد برد که توانایی تولید ۱۵۰ اسب بخار قدرت و ۲۰۴ نیوتن متر گشتاور را دارد. این موتور تحت لیسانس شرکت میتسوبیشی می‌باشد.